# Grand Prix automobile d'Italie 2005
GP précédent GP suivant
Le Grand Prix automobile d'Italie 2005 (Formula 1 Gran Premio Vodafone d'Italia 2005), disputé sur le circuit de Monza le 4 septembre 2005, est la 746e épreuve du championnat du monde de Formule 1 courue depuis 1950 et la quinzième manche du championnat 2005.

## Qualifications
| Pos | N° | Pilote               | Écurie            | Temps          | Écart     |
| --- | -- | -------------------- | ----------------- | -------------- | --------- |
| 1   | 9  | Kimi Räikkönen       | McLaren-Mercedes  | 1 min 20 s 878 |           |
| 2   | 10 | Juan Pablo Montoya   | McLaren-Mercedes  | 1 min 21 s 054 | + 0 s 176 |
| 3   | 5  | Fernando Alonso      | Renault           | 1 min 21 s 319 | + 0 s 441 |
| 4   | 3  | Jenson Button        | BAR-Honda         | 1 min 21 s 369 | + 0 s 491 |
| 5   | 4  | Takuma Satō          | BAR-Honda         | 1 min 21 s 477 | + 0 s 599 |
| 6   | 16 | Jarno Trulli         | Toyota            | 1 min 21 s 640 | + 0 s 762 |
| 7   | 1  | Michael Schumacher   | Ferrari           | 1 min 21 s 721 | + 0 s 843 |
| 8   | 2  | Rubens Barrichello   | Ferrari           | 1 min 21 s 962 | + 1 s 084 |
| 9   | 6  | Giancarlo Fisichella | Renault           | 1 min 22 s 068 | + 1 s 190 |
| 10  | 17 | Ralf Schumacher      | Toyota            | 1 min 22 s 266 | + 1 s 388 |
| 11  | 14 | David Coulthard      | Red Bull-Cosworth | 1 min 22 s 304 | + 1 s 426 |
| 12  | 11 | Jacques Villeneuve   | Sauber-Petronas   | 1 min 22 s 356 | + 1 s 478 |
| 13  | 15 | Christian Klien      | Red Bull-Cosworth | 1 min 22 s 532 | + 1 s 654 |
| 14  | 7  | Mark Webber          | Williams-BMW      | 1 min 22 s 560 | + 1 s 682 |
| 15  | 12 | Felipe Massa         | Sauber-Petronas   | 1 min 23 s 060 | + 2 s 182 |
| 16  | 8  | Antônio Pizzonia     | Williams-BMW      | 1 min 23 s 291 | + 2 s 413 |
| 17  | 18 | Tiago Monteiro       | Jordan-Toyota     | 1 min 24 s 666 | + 3 s 788 |
| 18  | 20 | Robert Doornbos      | Minardi-Cosworth  | 1 min 24 s 904 | + 4 s 026 |
| 19  | 19 | Narain Karthikeyan   | Jordan-Toyota     | 1 min 25 s 859 | + 4 s 981 |
| 20  | 21 | Christijan Albers    | Minardi-Cosworth  | 1 min 26 s 964 | + 6 s 086 |

Auteur de la pole position, Räikkönen est pénalisé d'un recul de 10 places après le changement de son moteur.

## Classement

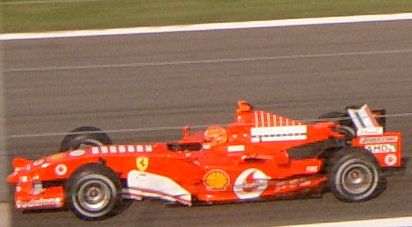
Michael Schumacher sur Ferrari F2005 à Monza.

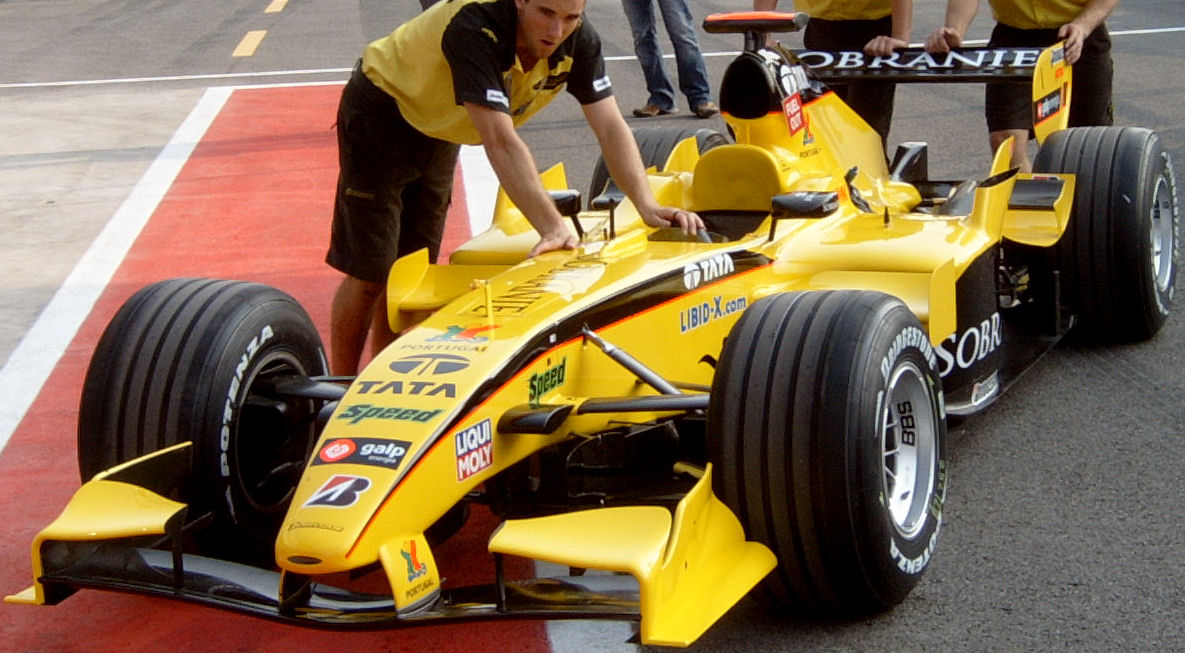
Jordan EJ15 dans les stands de Monza.

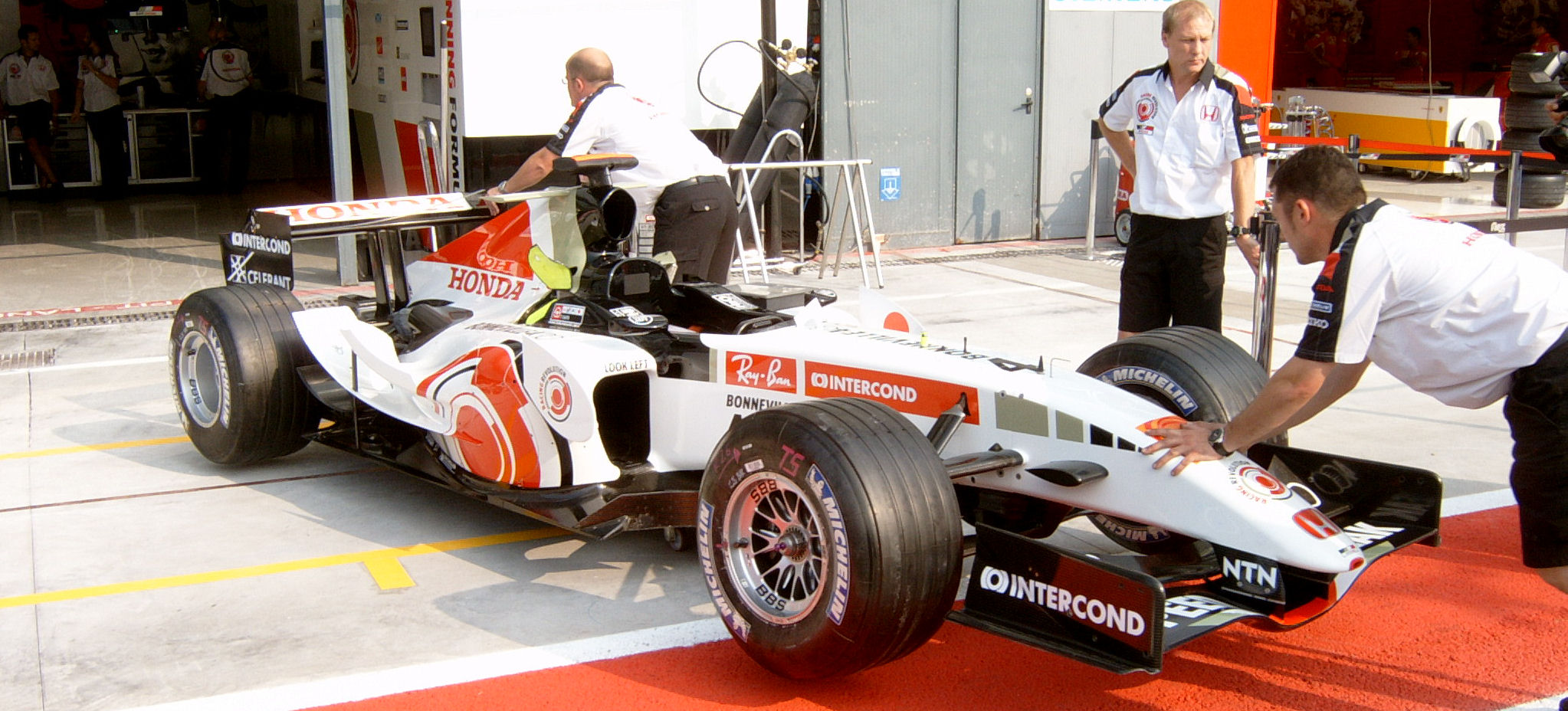
BAR Honda 007 dans les stands de Monza.

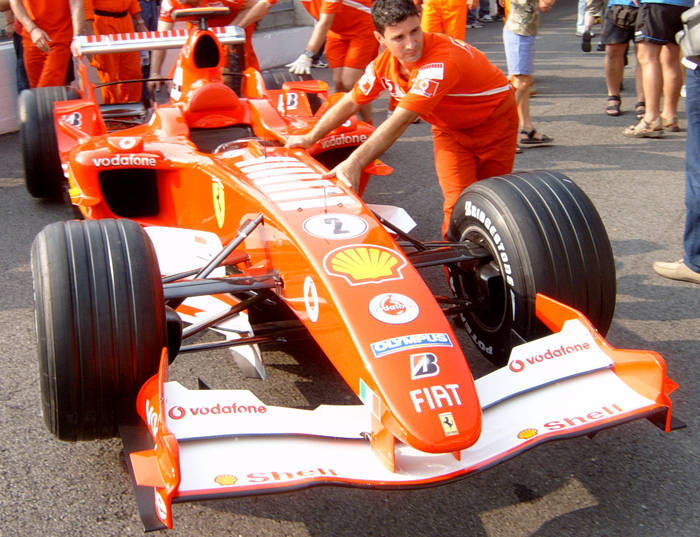
La Ferrari F2005 de Rubens Barrichello dans les stands à Monza.

| Pos | N° | Pilote               | Écurie            | Tours | Temps/Abandon                      | Grille | Points |
| --- | -- | -------------------- | ----------------- | ----- | ---------------------------------- | ------ | ------ |
| 1   | 10 | Juan Pablo Montoya   | McLaren-Mercedes  | 53    | 1 h 14 min 28 s 659 (247,097 km/h) | 1      | 10     |
| 2   | 5  | Fernando Alonso      | Renault           | 53    | + 2 s 479                          | 2      | 8      |
| 3   | 6  | Giancarlo Fisichella | Renault           | 53    | + 17 s 975                         | 8      | 6      |
| 4   | 9  | Kimi Räikkönen       | McLaren-Mercedes  | 53    | + 22 s 775                         | 11     | 5      |
| 5   | 16 | Jarno Trulli         | Toyota            | 53    | + 33 s 786                         | 5      | 4      |
| 6   | 17 | Ralf Schumacher      | Toyota            | 53    | + 43 s 925                         | 9      | 3      |
| 7   | 8  | Antônio Pizzonia     | Williams-BMW      | 53    | + 44 s 643                         | 16     | 2      |
| 8   | 3  | Jenson Button        | BAR-Honda         | 53    | + 1 min 03 s 635                   | 3      | 1      |
| 9   | 12 | Felipe Massa         | Sauber-Petronas   | 53    | + 1 min 15 s 413                   | 15     |        |
| 10  | 1  | Michael Schumacher   | Ferrari           | 53    | + 1 min 36 s 070                   | 6      |        |
| 11  | 11 | Jacques Villeneuve   | Sauber-Petronas   | 52    | + 1 tour                           | 12     |        |
| 12  | 2  | Rubens Barrichello   | Ferrari           | 52    | + 1 tour                           | 7      |        |
| 13  | 15 | Christian Klien      | Red Bull-Cosworth | 52    | + 1 tour                           | 13     |        |
| 14  | 7  | Mark Webber          | Williams-BMW      | 52    | + 1 tour                           | 14     |        |
| 15  | 14 | David Coulthard      | Red Bull-Cosworth | 52    | + 1 tour                           | 10     |        |
| 16  | 4  | Takuma Satō          | BAR-Honda         | 52    | + 1 tour                           | 4      |        |
| 17  | 18 | Tiago Monteiro       | Jordan-Toyota     | 51    | + 2 tours                          | 17     |        |
| 18  | 20 | Robert Doornbos      | Minardi-Cosworth  | 51    | + 2 tours                          | 18     |        |
| 19  | 21 | Christijan Albers    | Minardi-Cosworth  | 51    | + 2 tours                          | 20     |        |
| 20  | 19 | Narain Karthikeyan   | Jordan-Toyota     | 50    | + 3 tours                          | 19     |        |

## Pole position et record du tour
- Pole position : Kimi Räikkönen en 1 min 20 s 878.
- Meilleur tour en course : Kimi Räikkönen en 1 min 21 s 504 au 51e tour.

## Tours en tête
- Juan Pablo Montoya : 53 (1-53)

## Statistiques
- 6e victoire pour Juan Pablo Montoya.
- 145e victoire pour McLaren en tant que constructeur.
- 50e victoire pour Mercedes en tant que motoriste.
- Il faut remonter au Grand Prix des Pays-Bas 1961 pour assister à un Grand Prix de Formule 1 dans lequel toutes les voitures au départ finissent la course.
- Kimi Räikkönen, à la fin de la ligne droite des stands, réalise le record absolu de vitesse en course par une monoplace de Formule 1, à 370,1 km/h ; ce record était précédemment détenu par Antônio Pizzonia qui a atteint officiellement 369,6 km/h avec une Williams FW26 à Monza, en 2004[1],[2],[3].
- Kimi Räikkönen est rétrogradé de 10 places sur la grille pour changement de moteur.